# البطولات الوطنية الأمريكية 1959 (كرة مضرب)
قائمة بالأبطال في 1959 البطولات الوطنية الأمريكية لكرة المضرب (المعروفة الآن باسم أمريكا المفتوحة):

## الكبار

### فردي رجال
نيل فريجر هزم  آليكس أولميدو 6-3 5-7 6-2 6-4

### فردي سيدات
ماريا بيونو هزم  كريستين ترومان جينس 6-1, 6-4